# Manettia pearcei
Manettia pearcei är en måreväxtart som beskrevs av Herbert Fuller Wernham. Manettia pearcei ingår i släktet Manettia och familjen måreväxter. Inga underarter finns listade i Catalogue of Life.